# آااادت نمی‌کنیم
آااادت نمی‌کنیم فیلمی به کارگردانی ابراهیم ابراهیمیان، نویسندگی سارا سلطانی و ابراهیم ابراهیمیان و تهیه‌کنندگی پیمان جعفری محصول سال ۱۳۹۴ است.
این فیلم برای نمایش در بخش سودای سیمرغ سی و چهارمین دوره جشنواره فیلم فجر پذیرفته شد.این فیلم در تاریخ ۱۲ خرداد ۱۳۹۵ در سینماهای ایران اکران شده‌است.

## خلاصه داستان
احمدرضا مقدم (فروتن)، استاد برجسته و با سابقه دانشگاه است که شک و تردیدهای همسرش مهتاب به ارتباط او با یکی از دانشجویانش، بسترساز فاجعه‌ای غیرقابل پیش‌بینی می‌شود.

## بازیگران
- محمدرضا فروتن در نقش احمدرضا مقدم
- هدیه تهرانی در نقش سیما
- ساره بیات در نقش مهتاب
- حمیدرضا آذرنگ در نقش منصور
- پانته‌آ پناهی‌ها در نقش ثمر
- شیرین یزدان‌بخش در نقش مادر احمدرضا
- حدیث میرامینی  در نقش فرنوش خیرخواه
- نقی سیف‌جمالی در نقش پدر فرنوش
- رویا حسینی
- کیمیا حسینی در نقش ترگل
- مهرسا پیشوا
- مهدخت مولایی

## سی و چهارمین دوره جشنواره فیلم فجر
| قسمت                       | نامزد         | نتیجه    | جایزه |
| -------------------------- | ------------- | -------- | ----- |
| بهترین بازیگر نقش اول زن   | ساره بیات     | نامزدشده | -     |
| بهترین بازیگر نقش مکمل مرد | حمیدرضا آذرنگ | نامزدشده | -     |